# Коровье (озеро, Ивановская область)
Коровье (Красный Остров) — озеро в Лежневском районе Ивановской области, в 20 км юго-западнее г. Иваново, в 15 км северо-западнее пос. Лежнево, в 8 км восточнее г. Тейково, у юго-восточной окраины д. Красный Остров на высоте 128 м над уровнем моря.
Размер озера — 740 на 410 метров, площадь поверхности — 13 га. Максимальная глубина — 20 метров, средняя — 6,68 метра. Объём воды — 0,00159 км³.

## Описание
Происхождение названия озера связано с тем, что осенью отдельные участки плавучих островов становятся красными из-за обилия поспевающих ягод клюквы. Озеро также имеет второе название Коровье.
Озеро имеет овальную форму. Является бессточным озером карстового происхождения. Неподалеку, в 3,8 км находиться схожее по происхождению Чёрное озеро . Долина озера выражена довольно четко, берега отлогие, заболоченные, местами труднопроходимые. Озеро почти со всех сторон окружено сфагновым болотом.
На озере имеются два больших и три малых плавающих острова, которые могут сбиваться вместе. Острова представляют собой участки сфагновых болот, поросших сосной.
Озеро у берегов мелкое, глубина увеличивается постепенно. Вода в озере чистая, мягкая, темная из-за гуминовых веществ, прозрачность 2 — 2,5 м. Дно песчаное, покрытое слоем сапропеля мощностью 20 — 30 см. На дне озера много затонувшей древесины. Для купания озеро опасно.
Были случаи гибели в нем достаточно опытных туристов при занятиях подводным плаванием.

## Флора и фауна
В современной флоре ООПТ отмечено более 200 видов сосудистых растений, среди которых 8 видов, включены в Красную книгу Ивановской области, более 10 относятся к редким видам, включённым в дополнительный список.
По имеющимся сведениям в озере обитают 3 вида рыб: щука, серебряный карась, окунь. По сведениям рыбаков, в озере также обитают: плотва, карась, вьюн и карп.